# 死神の矢
『死神の矢』（しにがみのや）は、横溝正史の長編推理小説。「金田一耕助シリーズ」の一つ。

## 概要と解説
原形は『面白倶楽部』1956年（昭和31年）3月号に掲載された短編で、同年5月、東京文芸社から約3倍半の長さに改稿され、書き下ろしされた。
巻頭のユリシーズの伝説にならった弓勢（ゆんぜい）比べによる婿選びは、アール・デア・ビガーズの『チャーリー・チャン最後の事件』によるもので、横溝正史はこの作品を『探偵小説』誌の編集に携わっていた1932年（昭和7年）に読んでいる。正史はこの設定を『人形佐七捕物帖』の『三本の矢』として流用し、さらに現代劇として創作したのが本作である。
長編は角川文庫『死神の矢』（ISBN 978-4-04-112354-6）・春陽文庫『死神の矢』 （ISBN 978-4-394-39517-1）として出版されていた。原形の短編は出版芸術社、のちに光文社文庫から発行された『金田一耕助の新冒険』（ISBN 978-4-334-73276-9）に収録されている。
作者は「矢」のついた題名を好む傾向にあり、捕物帖でも上述の『三本の矢』のほかに、『白羽の矢』・『恋の通し矢』・『当り矢』などがあり、金田一シリーズにもほかに『毒の矢』がある。由利・三津木シリーズにも『神の矢』があるが、雑誌『ロック』の廃刊により2回連載で未完に終わった。

## あらすじ
考古学者にして弓の蒐集家である古館博士は娘・早苗の3人の求婚者に弓勢比べをさせて婿選びをしようとしていた。言い出したら後へ引かない父親の性格を承知している早苗は諦めており、博士の弟子の加納もこの企てに危惧の念を抱いている様子である。翌朝、早苗の家庭教師である達子は、博士の家に来ていた金田一に対し、早苗は矢など当たらないと高をくくっている、3人はいずれも早苗の気に入るような人物ではないと話す。
そこへ求婚者たちのうち高見沢と神部、そして松野、相良、河合の師弟が到着する。5人は高見沢の運転で自動車で来ており、伊沢も同乗していたが頭痛がするといって海岸の方へ行ったという。そこへ博士が3色に塗り分けた矢を持って現れ、遅れていた伊沢も合流した。
海上には中心に描かれた的にハートのクイーンを貼り付けた浮標があり、その近くのボートで金田一と加納が盾を持って待機していた。50メートルほど離れたヨットに3人の求婚者たちと古館父娘、松野師弟が乗り、そこから的を射止めた者を婿とするという趣向である。まず白い矢で伊沢が、青い矢で神部が的を外すが、赤い矢の高見沢は的を射止めた。その途端、江の島の影にいたモーターボートが突然エンジン音を立てて近寄り、3本の矢を抜き取って持ち去ってしまった。
婿が決まってしまった結果に早苗はショックを隠しきれず、達子と加納も穏やかでない。博士は上機嫌だが、冗談なのか真剣なのか捕捉しがたい雰囲気のうちに打つべき手を着々と打っていく人物だと知っている金田一は注意深く顔色を読んでいる。時刻は4時半、博士は6時から晩餐ということにして自分の書斎へ行ってしまった。
高見沢と神部はバスを使うといって各々に割り当てられた2階の部屋へ引きあげるなか、伊沢は客間に残る。金田一もバスを使おうと階段を登ると松野が自分の部屋から顔を出し、早苗が部屋に閉じこもって返事が無いという。30分ほどして金田一が服装を整えて出てくると伊沢が登ってきた。客間には博士と加納がおり、そこへ達子が現れて伊沢の部屋へ行きすぐに戻ってきた。10分ほど後、松野師弟が降りてきて、求婚者たちが居ないのを見て博士をなじり始める。松野は高見沢に、相良は神部に、河合は伊沢に各々暴行されそうになったことがあり、早苗の友・文代の死も3人の誰かに暴行されたためではないかと主張する。博士はそれが事実なら早苗を嫁にはやれないが、確かな証拠が無いならそうはできないという。
食事の用意が整うが、伊沢だけが現れない。様子を見に行った達子は伊沢が殺害されていることを報告する。盗まれた矢のうちの1本、自分が使った白い矢で心臓を刺され、バスルームでシャワーを浴びている状態であった。部屋の電気は消えていたのを達子がつけ、バスルームには電気がついていたという。バスルームには内側から掛け金がかかっていて、鍵穴から状況が見えた。
達子が伊沢の部屋へ1回目に行ったのは、皆が海へ行っている間に訪ねてきた男があり、不在だというとその場で手紙を書いて預けていったので、それを渡すためであった。手紙を受け取った伊沢は怯えていたが、予想外ではない様子だったという。またその男は、達子が便箋と封筒を持ってくるのを待つ間、求婚者たちが選んで残した弓をいじっていたという。金田一が確認すると3挺あったうちの1挺が無くなっていた。
警察が到着し、バスルームのドアのすりガラスを外して解錠し状況を詳しく確認する。死体は下半身にバスタオルを巻きつけ、左右に大きく開かれたガラス窓のほうに脚を向けて仰向けに倒れていた。窓は海と反対側で、小高い丘が眉に迫るようにすぐ外にそびえており、雑木林のあたりから60度くらいの角度で下から矢が突き刺さっていた。シャワーのせいで死亡推定時刻は5時から6時の間というよりは絞れなかった。
状況は、伊沢がバスからあがって湯を流したあとシャワーを使っているところへ、窓の外から呼ばれてバスタオルを巻きつけ、窓を開いて外を覗いたときに射られたことを示していた。しかし、金田一は伊沢に「5時の影」があること、つまり身だしなみがよい男なのに髭を剃っていなかったことが気になった。
刑事の1人が3本の矢を持ち去ったのが貸しボート屋の八木であることを突き止め、連れてきた。八木は伊沢に、ちょっとした悪戯だからといって、ハンカチを振って合図したら矢を抜いて逃げるよう3000円で頼まれていた。そのあと、矢を木戸の内側の繁みに置いてある2000円と交換して隠しておくよう電話があったという。
裏庭の繁みを調べに行った刑事たちは、落ち葉で隠すように置いてあった弓と、新しい吸殻を見つけた。吸殻の近くには男の足跡があり、雑木林の中にはハイヒールの足跡もあったという。弓は玄関から無くなっていた1挺であった。
伊沢が受け取った手紙は夜9時に桟橋へ呼び出す脅迫状でベッドの下に丸めて突っ込まれていた。その署名がO・Jだったと聞いた高見沢と神部は即座に「オネスト・ジョン」だと応じ、怯えた様子で伊沢が駒田に付け回されていたことを話す。一方、駒田の名をボクサーとして知っていたという松野は、裏庭にハイヒールの足跡があったことを聞いて、警察が現場を調べている間に金田一を出し抜こうと何か証拠が残っていないか探していたと答える。
駒田が来ていたことは多数の証言で確認され、特に八木は伊沢が駒田の姿に怯えるのを見ていた。弓に残った指紋も駒田のものと一致した。そして、手紙に書いた夜9時には現れず、最有力容疑者とされたが、消息がつかめなかった。
ひと月後の土曜日、金田一はキャバレー「焔」へ寄って、駒田は犯人ではないから連絡があったら知らせるよう朱美に改めて依頼したあと、神田のY館ホールでの博士の講演会へ向かった。8時からの2時間の講演会のあと金田一は楽屋へ挨拶に行き、早苗や達子と待ち合わせているという博士に同乗し、ともに東京駅八重洲口の喫茶店ミモザへ向かう。そして松野も含めた4人と別れた金田一は等々力警部の調べ室へ顔を出し、江藤刑事から第2の事件が発生したとの報を聞く。
現場は麻布六本木の高級アパート・紅葉館に住む神部のフラットだった。パジャマ姿の神部がベッドの上で仰向けで大の字になって、自分が使った青い矢を胸に突き刺されていた。咽喉には男の親指の跡があり、まず絞めて昏倒させてから矢で絶命させたことを示していた。第1発見者の京子が10時ごろに発見したときには死体には温かみが残っていたという。
金田一は駒田がキャバレー「焔」に居るはずだと言って、等々力警部たちと共に向かう。抵抗し悪態をつく朱美に向かって、金田一は第2の殺人があったことを告げ、犯行時刻に駒田が居たことが証明されればアリバイが成立すると説得する。駒田は黒人に扮した楽士としてずっと舞台上にいたと証言された。伊沢殺害の際には、単に姿を見られたくなくて人目につかないところで時間を潰していたのが、偶々殺害に関わりの深い場所だったのである。
2日後の月曜日の午後、金田一は松野のバレエ研究所へ出向く。松野は古館邸から朝に戻ってきたところで、神部殺害の新聞報道を見た博士が体調を崩したという。金田一は神部が殺害された日の5時ごろに高見沢が訪ねていたが、殺害時刻にはアリバイがあったことを語る。一方、松野は文代が服毒した当日に、近く結婚するかもしれないと嬉しそうにしていたことを語る。それが急転したことから、誰かが文代の純潔を踏みにじり、絶望して自殺したとの疑いを持ったという。
そこへ高見沢が現れ、文代に代わって早苗がソロを務めることになっている文代追悼公演の直後に挙式と決まったと語る。土曜日の夕方、講演会の前に博士との話で決まったという。金田一は博士が講演会のあと「こんどの公演があの娘の運命を決する」と言っていたことを気にかける。
4月下旬、文代追悼公演の終了間近、高見沢と共にボックス席に居る博士は泣き出し、きまりが悪いから後で立って見ていると言って高見沢の背後に立ち、絹紐を取り出して絞殺する機会を窺う。ところが、フィナーレの幕が降りると共に舞台袖から真っ黒な紗のベールを頭かすっぽりかぶった人物が現れ、赤い矢で高見沢を射殺する。その人物が達子であることを認めた博士が狼狽しているところへ金田一が現れ、博士の手から絹紐を手繰り寄せて自分の袂にしまいこむ。金田一は達子が博士の殺害計画を見抜き、先回りして自分が手を下していたことを見抜いていた。
達子は高見沢殺害直後に服毒死し、文代の復讐を動機とする自分の犯行を告白する遺書を残していた。神部殺害で男の指の跡と思われたのは、女性としては特に太い達子の指と考えても矛盾が無かった。3人の被害者の言語に絶する無軌道放埓な私生活が新聞に暴かれ、犯人である達子に世間の同情が集まる結果になり、駒田と朱美をはじめとする多くの人々が葬儀に参列した。
葬儀のあと博士は再び倒れ、致命的というほどではないが医師に安静を命じられる状況になった。初七日法要のあと、博士は金田一と松野を枕頭に呼び、さらに早苗と加納を呼び寄せる。そして金田一が事件の経緯を語った。事の起こりは博士が文代を愛したことだった。博士は文代に亡妻の面影を見出していたが、年齢の相違を考えて誰にもその感情を見せなかった。しかし、達子がそれに気付いて、思い切って結婚することを勧め、博士は文代にプロポーズした。ところが、その直後に文代の突然の死となり、そのあと文代の遺書が博士に届いた。遺書には文代が純潔を奪われ、生きていることはできないと記されていた一方、その相手が早苗の3人の求婚者の1人とだけ記し、誰かは特定していなかった。
博士は3人の誰が犯人かを突き止めようとしたが果たせず、どうせ五十歩百歩の3人を全員殺してしまおうとした。博士の予定では目的を遂げたら早苗を加納に託して自殺するつもりで、そうなると達子の身の上が心配だからと予め財産を分けておいた。この財産のこともあって博士の覚悟に気付いた達子が、先手を打っていたのである。そのため、どう考えても博士の計画と思われる殺人なのに常に博士に完璧なアリバイがある結果になり、金田一を悩ませることになった。
伊沢が貸しボート屋へ行くのを見ていた博士は、矢を盗んだのが伊沢の指示であることに気付き、伊沢の声色を使って矢を届けさせた。達子はそれを立ち聞きしていて届いた矢を博士から隠し、まず伊沢を殺害した。そのあとの細工をしたのは松野である。達子が伊沢の部屋を訪ねたときに異様な音を聞いた松野は、殺害現場を見て達子が殺人を犯す動機を考え、文代の求婚者が博士で文代を死に至らせたのが伊沢だと思い当たり、達子を救うために外から射られたように見せかける細工を施したのである。
神部は、遊びに行く誘いを風邪だといって断ったことを高見沢から聞いた博士が、7時ごろに訪問して一旦扼殺していた。それを追っていた達子が蘇生させ、10時まで待って改めて刺殺することで博士のアリバイを成立させていたのである。

## 原型短編からの加筆内容
冒頭で百合若大臣の伝説が引き合いに出されるなど全体的に加筆されているが、ストーリーが根本的に変わるような変更は無い。
大きな変更としては、オネスト・ジョンこと駒田準と情婦・杉原朱実を新たに登場させて嫌疑を受ける立場に設定し、それに関連する形で田鶴子による伊沢殺害の事後工作、金田一が古館の契丹文化の講演会へ出向く展開、達子の葬儀の描写が追加されている。

## 登場人物
金田一耕助
私立探偵。古館博士とは以前にとある事件の解決に協力し、知己を得るようになった。
古館博士
考古学者。弓の蒐集家。片瀬在住。五尺八寸（約175センチメートル）、体重二十貫（約75キログラム）の大躯で、家庭では専制君主である。奇矯な性格で、娘の婿選びにユリシーズの伝説に習った競技を実行させる。愛妻家であったが、妻の操を交通事故でなくしている。
ジョン・ディクスン・カーのフェル博士を彷彿とさせるキャラクターである。
古館早苗
博士の一人娘。父親の奇行に振り回されつつ、それを受け流している。加納と相思相愛の間柄にある。松野田鶴子よりバレエを習っている。
加納三郎
古館博士の弟子。30歳前後。早苗に好意を抱いているが、博士に言い出せずにいる。
佐伯達子
古館家の住み込みの家庭教師。通称ママさん。早苗の養育を博士から任される。天涯孤独の境遇で、早苗の結婚後、同じ身の上の三田村文代と共同生活をすることになっていた。
三田村文代
早苗の友人でバレリスト。孤児でバレエの師匠である松野田鶴子に育てられる。睡眠薬の服用ミスで事故死したとされている。
松野田鶴子
松野バレー研究所の責任者。早苗・文代らのバレエの師。40歳過ぎ。
相良恵子
松野田鶴子の弟子。早苗の友人。
河合滝子
松野田鶴子の弟子。早苗の友人。
高見沢康雄
銀座の高見沢写真機店の令息。プレイボーイ。早苗の求婚者の一人。
神部大助
神部産業の子息。プレイボーイ。でっぷりとした体付きをしている。早苗の求婚者の一人。
伊沢透
第一の被害者。透き通るように色白で、小柄で華奢なにやけた男。プレイボーイ。早苗の求婚者の一人。
お君
古館家の女中。「君や」と呼ばれている。
菊や
古館家の女中。
八木健一
貸しボート屋 「ちどり」の事務員。何者かに三本の矢を盗むよう、依頼される。
美代
貸しボート屋 「ちどり」の看板娘。
駒田準
通称オネスト・ジョン。元ボクサーでリング名はジョン駒田。ミドル級選手権保持者。キャバレー「焔」の用心棒をつとめる一方で、ヒロポン密売に関与する。伊沢透を脅迫していた。
杉原朱実
キャバレー「焔」のダンサー。オネスト・ジョンの情婦。妖精のような雰囲気を有している。伊沢の子を掻爬している。
田口京子
神部大助の愛人。神部の死体の第1発見者。
等々力大志
警視庁の警部。
江藤
警視庁の刑事。等々力の部下。
内山
所轄警察の警部補。本事件の捜査主任。かつて伊豆の修善寺にいて、『女王蜂』事件に携わったことがある。
川合
所轄警察の刑事。伊沢の殺害状況から、被害者は外から呼ばれて窓を開けたところを撃たれたと主張した。
井筒
所轄警察の刑事。モーターボートで矢を持ち去った人物をつきとめたことを内山に報告した。
古川
所轄警察の刑事。モーターボートで矢を持ち去った八木を連れてきた。

## テレビドラマ

### 1989年版
『名探偵・金田一耕助シリーズ・死神の矢』は、TBS系列の2時間ドラマ 「月曜ドラマスペシャル」（毎週月曜日21時 - 22時54分）で、1989年3月27日に放送された。
- 弓勢比べの場所を琵琶湖に変更し、そのあと京都の古館邸へ移動している。
- 原作で明らかでない古館博士の名が「睦夫」と設定されており、他にも氏名を微妙に原作から変えている登場人物がある。
- 冒頭は、休暇中の等々力警部が金田一とボートで寒鮒釣りを楽しんでいたところ的の前に来てしまい、矢が至近距離を通過したところから始まる。標的を載せた艀は無人であった。
- 文代は東京公演の直後に東京で自殺しており、等々力警部が担当していたため鶴子（原作の田鶴子）や立子（原作の達子）とも顔見知りだった。鶴子が金田一たちを晩餐に誘う。
- ジョン駒田に別の通称は無く、メッセージの署名はJ・Kだった。鶴子は元々駒田と親交があり、警察が容疑者としたことを幸いに、立子を庇うために殺害して犯人に仕立てようとした。朱美が働く店に隠れていた設定は無い。
- 伊沢と神部の殺害は、簡略化されている部分も多い（たとえば古館に殺されかけた神部を一旦蘇生させて再度殺害したトリックが無い）が、おおむね原作通りである。追悼公演の衣装合わせリハーサルの際、京都府警の刑事が仮面の騎士の扮装をして赤い矢の贋物で高見沢を狙うまねをし、逃げる高見沢を立子が追って赤い矢を刺そうとするのを警察が阻止した。
- 立子は文代の実母で、文代の父親が戦死したため実家で文代を引き取り、立子は再婚していた。

### キャスト
- 金田一耕助 - 古谷一行
- 等々力警部 - ハナ肇
- 古館睦夫 - 山口崇
- 古館早苗 - 長山洋子
- 佐伯立子 - 松尾嘉代
- 松野鶴子 - 汀夏子
- 相良恵子 - 土屋貴子
- 三田村文代 - 麻生えりか
- 高見沢康雄 - 嵯峨周平
- 神部大助 - 大村波彦
- 山本（所轄の刑事） - 草薙幸二郎

スタッフ
- プロデューサー - 徳田良雄、浜井誠
- 脚本 - 岡本克己
- 音楽 - 渡辺岳夫
- 撮影 - 秋田秀雄
- 監督 - 関本郁夫
- 製作 - 東阪企画、TBS